# PlayStation Portable
PlayStation Portable (zkráceně PSP) je kapesní kapesní herní konzole. Sony vyvinula již celkem pět verzí, první, PSP-1000, rovněž nazývaná FAT, byla vydána v Evropě 1. září 2005, druhá, PSP 2000, nazývána Slim & Lite, 5. září 2007, třetí, PSP 3000, nazývaná Brite, 15. října 2008, čtvrtá, PSP Go (N1000), 1. října 2009 a pátá, PSP Street (PSP-E1000), 26. října 2011. Poslední jmenovaná vyšla v PAL regionech ještě v ledově bílé verzi 20. července 2012.
PlayStation Vita, nástupce PlayStation Portablu, se v Evropě prodával od 22. února 2012 do konce roku 2015.

## Historie
Sony poprvé oznámila vývoj PlayStation Portable na tiskové konferenci před E3 2003. Ačkoli makety tohoto systému nebyly prezentovány na tiskové konferenci ani na E3, Sony představila rozsáhlé technické detaily o novém systému. Generální ředitel společnosti Sony Computer Entertainment Ken Kutaragi označil toto zařízení jako „Walkman 21. století“ ve spojitosti s multimediálními schopnostmi konzolí. Několik herních stránek bylo zaujato výpočetním výkonem konzole a těšili se na systém, který má potenciál stát se herní platformou.
První obrázky konceptu PSP se objevily v listopadu 2003 na firemní poradě Sony a ukázaly PSP s plochými tlačítky a bez analogového joysticku. Ačkoli někteří vyjádřili znepokojení nad nepřítomností analogového joysticku, tyto obavy se zmírnily, když bylo PSP oficiálně představeno na tiskové konferenci Sony během E3 2004. Kromě uvolnění více informací o systému a jeho příslušenství, Sony také vydala seznam 99 vývojářských společností, které slíbily podporu pro nový handheld. Na konferenci bylo uvedeno několik demo her pro PSP, jako jsou Metal Gear Acid od Konami a Wipeout Pure od SCE Studio Liverpool.

### Vydání
17. října 2004 Sony oznámilo, že PSP by se mělo dostat na trh v Japonsku 12. prosince 2004 za cenu ¥19.800 (cca US$181 v roce 2004) za základní model a ¥24800 (cca US$226 v roce 2004) za Value pack. Vydání konzole byl úspěch s více než 200 000 prodaných kusů hned první den. Různé barevné varianty byly prodávány v balení, které stojí více než základní balení (asi 200$). Sony oznámilo 3. února 2005, že PSP by se mělo v Severní Americe dostat do prodeje 24. března 2005, v jedné konfiguraci za jednotnou maloobchodní cenu 249US$/299CA$. Někteří vyjádřili znepokojení nad vysokou cenou, která byla téměř o 20US$ vyšší než cena v Japonsku a více než o 100 dolarů vyšší, než cena nedávno vydaného Nintenda DS. I přes obavy, vydání PSP v Severní Americe bylo úspěšné, ačkoli zprávy o dva týdny později ukázaly, že konzole nebyla prodávána tak, jak se očekávalo, přesto Sony tvrdilo že v prvních dvou dnech bylo prodáno 500 000 kusů.
PSP mělo být původně vydáno současně v PAL regionu a Severní Americe, ale 15. března 2005 Sony oznámilo, že v regionu PAL bude vydání odloženo, kvůli vysoké poptávce v Japonsku a Severní Americe. O měsíc později, 25. dubna 2005 Sony oznámilo, že PSP by se na trh v oblasti PAL mělo dostat 1. září 2005 za 249€ / 179£. Sony bránilo vysokou cenu, která byla téměř o 100 USD vyšší než v Severní Americe, poukazem na to, že severoameričtí spotřebitelé museli zaplatit místní daně z obratu a že DPH bylo vyšší ve Velké Británii než v USA. I přes vysokou cenu konzole bylo vydání v PAL regionu obrovský úspěch. Prodalo se více než 185.000 kusů jen v Británii do tří hodin od vydání, více než dvojnásobek předchozího rekordního prodeje za prvního den 87.000 kusů, který stanovilo Nintendo DS. Konzole si také vychutnala velký úspěch v ostatních oblastech regionu PAL s více než 25.000 kusů předobjednaných v Austrálii a téměř jednoho milionu prodaných kusů v Evropě v prvním týdnu.

## Webový prohlížeč
Internetový prohlížeč v PSP je verze prohlížeče NetFront, který vytvořil Access s.r.o. a byl vydán zdarma se systémovou aktualizací 2.00. Prohlížeč podporuje většinu běžných webových technologií, jako jsou HTTP cookies, formuláře, CSS a základní funkce JavaScriptu.
Verze aktualizace 2.50 přidává Unicode kódování UTF-8 a automatický výběr, jako volby prohlížeče v menu kódování, a také představil ukládání vstupu historie pro on-line formuláře.
Verze PSP systému 2.70 představila základní možnosti Flash v prohlížeči. Nicméně, přehrávač špouštějící Flash verzi 6, pět iterací za aktuální desktop verzí 11, způsobuje, že je problém zobrazit některé stránky.
K dispozici jsou tři různé režimy zobrazování: „Normal“, „Just-Fit“, a „Smart-Fit“. „Normal“ zobrazí stránku bez změn, „Just-Fit“se pokusí zmenšit některé prvky, aby se celá stránka vešla na obrazovku a zachovalo se rozvržení a „Smart-Fit“ zobrazí obsah v pořadí, v jakém je v HTML a to bez úprav velikostí, místo toho se prvek, který se nevejde na obrazovku, posune pod předcházející prvek.
Prohlížeč má omezené prohlížení v panelech, s maximálně třemi panely. Když se webová stránka pokusí otevřít odkaz v novém okně, prohlížeče ji otevře v novém panelu.
Rodiče mohou omezit obsah zapnutím funkce řízení prohlížeče při startu, který blokuje veškerý přístup do webového prohlížeče a vytvoří 4místný PIN kód pod možností nastavení-bezpečnost. Navíc může být prohlížeč nastaven tak, aby pracoval pod proxy serverem a může být chráněný bezpečnostním PIN kódem k umožnění použití webového filtru nebo monitorovacího softwaru skrz síť. Nedávno byla přidána funkce TrendMicro pro PSP, která může být aktivována jako odběr filtrování a monitorování obsahu v PSP.
Prohlížeč PSP je pomalejší ve srovnání s moderními prohlížeče a často dojde k nedostatku místa v paměti z důvodu omezení, které zavedla společnost Sony. Homebrew ale dovoluje vydání vlastní verze prohlížeče, která by měla přístup ke všem 32MB/64MB paměti RAM, což umožňuje prohlížeči rychlejší načítání stránek a větší kapacitu paměti pro větší stránky. Opera Mini může být také použita na PSP přes PSPKVM, homebrew aplikaci, která je Sun Java Virtual Machine. Tvrdilo se, že poskytuje mnohem rychlejší načítání než výchozí prohlížeč a poskytuje lepší schopnosti webové stránky.

## Změny designu

### PSP-2000
PSP-2000 je první změna designu PlayStation Portable.
Na E3 2007 Sony uvolnilo informace o tenčí a lehčí verzi PlayStation Portable. Nová verze PSP byla oznámena o 33 % lehčí a 19 % tenčí než původní konzole PSP. Modelové číslo bylo změněno na PSP-2000, jako pokračování po PSP-1000 (PSP-1000 je číselné označení starého PSP).
Bylo vydáno 30. srpna 2007 v Hongkongu, 5. září 2007 v Evropě, 6. září 2007 v Severní Americe, 7. září 2007 v Jižní Koreji a 12. září 2007 v Austrálii. Vestavěná Wi-Fi internetová telefonní služba Skype byla přidána pomocí aktualizace firmwaru 8. ledna 2008.

### PSP-3000 Slim & Lite
Ve srovnání s PSP-2000, PSP-3000 (se zvětšenou obrazovkou a vestavěným mikrofonem)“ a stále prodávaný jako PSP v Severní Americe a Japonsku) mělo lepší LCD displej představující větší rozsah barev, pětkrát větší kontrast, poloviční odezvu zobrazování pixelů pro redukování efektu „duchů“ a rozmazání, novou strukturu náhradních pixelů a antireflexní technologií s cílem zlepšit venkovní hratelnost. Vkládání disků, loga a tlačítka byly všechny přepracovány a konzole má nyní mikrofon. Navíc, všechny hry nyní mohou vystupovat přes komponentní nebo kompozitní video výstup pomocí kabelu.
Za první čtyři dny prodeje PSP-3000 Slim & Lite bylo prodáno 141.270 kusů v Japonsku, podle Famicú. V říjnu 2008 bylo prodáno 267 tisíc kusů v Japonsku, podle Enterbrain.

### PSP-E1000
Představeno na gamescomu 2011 je PSP-E1000 – model, který je zaměřený na rozpočet a bude k dispozici v celém regionu PAL za běžnou cenu € 99.99. Na rozdíl od předchozích modelů PSP, E1000 nezahrnuje Wi-Fi schopnosti a finální povrchová úprava je matné, černé, dřevěné uhlí podobně jako u štíhlé PlayStation 3. Také má oproti předchozímu modelu pouze mono reproduktor namísto stereo reproduktorů.

## Parametry jednotlivých verzí
Skype funguje na všech verzích, ale u PSP 1000/2000/Street/Go (?) si musíte dokoupit mikrofon.
PSP Fat (1000)
- Vzhled: přední část kryje lakovaný černý plast, zadní část a mechaniku UMD kryje matný černý plast, oba dva kryty jsou odděleny stříbrným pásem v němž jsou uložena také některá ovládací tlačítka a ucho na pásek pro připevnění.
- Váha: 260 g (s baterií)
- Rozměry: 170 mm (délka) × 74 mm (šířka) × 23 mm (výška)
- Displej: úhlopříčka 10,8 cm, 16 : 9 TFT LCD, 480 × 272 pixelů (16.77 miliónů barev)
- Reproduktory: 2× stereo ve spodní části
- Vstupy/výstupy: 1× audio výstup, 1× mikrofónní vstup, 1× vstup na ovladač, 1× miniUSB 2.0, 1 × Memory Stick Duo (MSD), IrDA, Wi-Fi
- Hardware: procesor MIPS R4000 s maximální frekvencí 333 MHz (po provedení upgrade na custom firmware je možno provádět jeho taktování); 32 MB RAM, 4 MB DRAM

PSP 2000
- Vzhled: Lesklý plast mnoha barev(černý, stříbrný, bílý, modrý a také vychází tematické edice s obrázkem), oba kryty PSP stejné, hrany zaobleny, vylepšena tlačítka pro lepší ovladatelnost. Nové zpracování krytky slotu MemoryStickDuo
- Rozměry: 169,4 mm (délka) × 71,4 mm (šířka) × 18,6 mm (výška)
- Váha: Je o 33 % lehčí a o 19 % tenčí, 189 g
- Reproduktory: 2× stereo, posunuty nad displej pro lepší zvuk
- Vstupy/výstupy: Stejné vstupy, u USB je přidána možnost dobíjení, je však časově náročnější. Je nově vybaveno HD Audio/Video Out výstupem, oficiálně podporována možnost připojení k TV
- Hardware: Nově využívá TA-085 PCB motherboard, zvýšena kapacita RAM ze 32 na 64 MB pro rychlejší načítání při hře. Přepínač WLAN/Wi-Fi se přesunul na vršek konzole k UMD mechanice, UMD díky novému přepracování je nutné disk po odjištění mechaniky vysunout ven ručně. Nová baterie je lehčí, menší, nemá však takový výkon jako u PSP Fat (je možno ji nahradit díky speciálnímu krytu baterií z Fat). PSP-1000 remote není kompatibilní s novým PSP-2000 modelem
- Výhoda u PSP-3000 je, že už ho má zabudovaný.

PSP Street
- Spojená tlačítka VOL+ / VOL−, START, SELECT, PS
- Dvířka UMD mechaniky přes celou zadní stranu PSP
- Přepínač Power / Hold je umístěn na spodní hraně vlevo
- Otvor reproduktoru je tvořen čtyřmi menšími otvory v levé horní části
- Matný povrch
- Rozměry: 172.4 × 73.4 × 21.6 mm (šířka × výška × hloubka)
- Hmotnost: 223 g (včetně baterie)
- Displej:
- TFT LCD full-transparent typ, širokoúhlý 16 : 9, úhlopříčka 4.3 palce, rozlišení 480 × 270 bodů, 16.77 miliónů barev
- Procesor: 2× MIPS R4000 (max. frekvence 333 MHz)
- Vestavěná paměť: 64MB
- Zvuk: vestavěný mono reproduktor
- Vstupy a výstupy:
- USB 2.0 (mini-B)
- MemoryStick PRO Duo
- Audio výstup
- Konektory:
- DC IN 5V
- DC OUT
- Slot pro MemoryStick PRO Duo
- Slot pro sluchátka

PSP 3000 Slim & Lite (v Evropě označována jako PSP 3004)
- Nová verze PlayStationu Portable, má oproti starší verzi (PSP 2000):
- Vylepšený displej (má vyšší jas), zmenšila se šířka stříbrného kolečka na UMD dvířkách a je taky lesklejší. Dále přesunuto logo PS místo tlačítka Home a logo Sony je přesunuto na levou stranu nad D-pad. Dále má zaoblené rohy na rozdíl od PSP 1000 a PSP 2000.
- Zabudovaný mikrofon – Mikrofon se dá využít při telefonování přes aplikaci Skype nebo při hraní některých her.
- Žádné další výraznější změny nebyly provedeny.

PSP Go
- Vzhled: vyznačuje se opět menší velikostí a především výsuvným displejem. Odstraněna byla také UMD mechanika a byla nahrazena interním flash diskem o velikosti 16 GB. Otvory reproduktorů jsou nyní tvořeny čtyřmi menšími otvory na obou stranách displeje. Tlačítko PS je umístěno na přední straně PSP vlevo dole, indikátor Bluetooth je umístěn vpravo a indikátor Wi–fi vlevo nad reproduktory. Otvor mikrofonu je umístěn dole, mezi analogem a tlačítky SELECT/START po odsunutí displeje.
- Rozměry: 128 mm (délka) × 69 mm (šířka) × 16,5 mm (výška)
- Váha: 158 g
- Displej: úhlopříčka 3,8 palce, 16 : 9 TFT LCD, 480 × 272 pixelů (16.77 miliónů barev)
- Vstupy/výstupy: IEEE 802.11b (Wi-Fi), Bluetooth 2.0 (EDR), USB 2.0 (mini-B), MemoryStick Micro M2, Audio/analog video výstup, Mikrofón/Headset, Multifunkční konekor (DC IN/OUT, USB, Audio/analog video výstup)
- Nelze použít AC adaptér, USB kabel a TV–Out kabel z PSP-1000/2000/3000,UMD disky a staré MemoryStick Pro Duo-.

## Firmware
Každý vyšší podporuje funkce nižších.
- všechny firmware: JPG, MP4, MP3
- firmware od: 2.0–2.71 a vyšší: PNG, BMP, TIFF, GIF, MP4 s úsporným codecem H.264, WMA (u PSP s originálním FW je třeba připojení na internet pro aktivaci, PSP s Custom Firmware mají většinou aktivováno), webový prohlížeč, podpora Adobe Flash 6 (u PSP s originálním FW je třeba připojení na internet pro aktivaci, PSP s Custom Firmware mají většinou aktivováno), některá dema her.
- firmware od 2.81 a vyšší: 3GP, podpora větších paměťových karet, RSS čtečka.
- firmware od 3.00 a vyšší: emulátor PSOne, podpora ovládání PSP kamery,
- firmware od 3.50 a vyšší: Remote Play přes internet
- firmware od 3.60 a vyšší: TV Výstup, nabíjení přes USB (jen u PSP-2000)
- firmware od 3.70 a vyšší: Možnost současného přehrávání hudby a prohlížení obrázků, funkce [Scene Search] pro video
- firmware od 3.80 a vyšší: Podpora internetových rádií.
- firmware od 3.90 a vyšší: Podpora Skype (jen PSP-2000) a Go!Messenger
- firmware od 4.00 a vyšší: Možnost zvolit rychlost přehrávání videí, Internetový vyhledávač Google
- firmware od 5.00 a vyšší: PlayStation Store, podpora prokládaného (interlaced) módu pro fullscreen zobrazení při hraní her (pouze PSP-2000/3000)
- firmware od 5.50 a vyšší: Information Board, možnost vytvářet podadresáře pro složky VIDEO, MUSIC a PHOTO, přístup na PlayStation Store bez registrace
- firmware od 6.10 a vyšší: SensMe channels
- firmware od 6.20 a vyšší: v XMB přidána nová položka EXTRAS, Digital Comics prohlížeč digitálních komiksů
- firmware od 6.30 a vyšší: do položky Music přidán odkaz na stažení aplikace Music Unlimited

Jako datové médium konzole používá UMD disky a paměťové karty Memory Stick Pro Duo.
Na některých novějších UMD se objevuje možnost instalace speciálního firmware, bez kterého by hra nešla spustit. Jedná se o nový krok ochrany proti kopírování her a nelegálnímu šíření od Sony.